# بطولة تونس لكرة السلة للرجال الدرجة الثانية
الدوري التونسي لكرة السلة الدرجة الثانية هو دوري كرة سلة للدرجة الثانية في تونس تأسس في 1956 يلعب فيه 14 فريقاً وتنظمه الجامعة التونسية لكرة السلة.

## مقالات ذات صلة
- بطولة تونس لكرة السلة للرجال
- الجامعة التونسية لكرة السلة

## وصلات خارجية
- الموقع الإلكتروني